# Brave New World (musikalbum)
Brave New World är det engelska heavy metal-bandet Iron Maidens tolfte studioalbum. Inför inspelningarna ersattes Blaze Bayley av Bruce Dickinson. Det släpptes den 29 maj 2000.  

## Låtlista
1. The Wicker Man (Adrian Smith, Steve Harris, Bruce Dickinson) 4:35
2. Ghost of the Navigator (Janick Gers, Dickinson, Harris) 6:50
3. Brave New World (Dave Murray, Harris, Dickinson) 6:18
4. Blood Brothers (Harris) 7:14
5. The Mercenary (Gers, Harris) 4:42
6. Dream of Mirrors (Gers, Harris) 9:21
7. The Fallen Angel (Smith, Harris) 4:00
8. The Nomad (Murray, Harris) 9:05
9. Out of the Silent Planet (Gers, Dickinson, Harris) 6:25
10. The Thin Line Between Love and Hate (Murray, Harris) 8:27

## Banduppsättning
- Steve Harris - bas
- Bruce Dickinson - sång
- Janick Gers - gitarr
- Nicko McBrain - trummor
- Dave Murray - gitarr
- Adrian Smith - gitarr

## Brave New World

### Återförenad banduppsättning
Efter att Blaze Bayley fått problem med rösten under Iron Maidens krävande turnéer hade de övriga bandmedlemmarna börjat överväga en ny sångare, och deras manager Rod Smallwood hade talat med Bruce Dickinson om en återförening. Återförening skedde 1999 och inkluderade även gitarristen Adrian Smith. Eftersom Janick Gers stannade kvar i bandet blev de sex medlemmar, varav tre gitarrister.
En av Dickinsons uttalade ambitioner med återföreningen var att det inte skulle handla om nostalgi, utan att Iron Maiden skulle fortsätta göra riktigt bra studioalbum.

### Inspelning
I november 1999 samlades Iron Maiden i Guillaume Tell Studios i Paris för att påbörja inspelningen. Som ny producent hade man valt Kevin Shirley som gjort sig ett namn i branschen efter samarbeten med bl.a. Aerosmith och Dream Theater. Steve Harris var medproducent. Kevin Shirley bidrog med en ny innovation till Iron Maidens inspelningsteknik, då han lät bandet göra live-tagningar i studion som han sedan klippte i och pusslade ihop till de färdiga albumversionerna.
Det hade inte satts någon deadline, utan arbetet skulle få ta den tid det behövde, och låtskrivandet hade påbörjats redan innan återföreningsturnén The EdHuntour. I en intervju 2003 berättade Adrian Smith att Steve Harris, Janick Gers och Dave Murray redan hade tre eller fyra halvfärdiga låtar som varit tänkta för ett tredje album med Blaze Bayley. Enligt Smith var dessa låtar Dream of Mirrors, The Nomad, The Mercenary och en fjärde som han inte mindes.    
Resten av låtmaterialet fick en påtaglig prägel av återföreningen med Bruce Dickinson och Adrian Smith, då Dickinson bidrog till The Wicker Man, Ghost of the Navigator, Brave New World och Out of the Silent Planet, medan Smith skrev The Wicker Man och The Fallen Angel tillsammans med Harris. Enligt Dickinson var The Wicker Man den första nya låten de repeterade fram tillsammans med den nya banduppsättningen.
Albumet innehåller keyboard spelad av Steve Harris, och på Blood Brothers och The Nomad har den amerikanske musikern Jeff Bova hjälpt till med orkestrering.
Albumtiteln, tillika titelspåret, har tagit sitt namn från Aldous Huxleys roman Du sköna nya värld. Termen "brave new world" kommer ursprungligen från Shakespeare, i pjäsen Stormen, och har tidigare förekommit i Iron Maiden-låten Stranger in a Strange Land på Somewhere in Time (1986).
Under 2016 stämdes Iron Maiden av den pensionerade musikmanagern Barry McKay som ansåg att The Nomad (och Hallowed Be Thy Name från The Number of the Beast) stulit från låten Life's Shadow som gavs ut 1974 av det brittiska proggbandet Beckett. 2018 slutade rättstvisten med förlikning då Steve Harris och Dave Murray betalade 100 000 brittiska pund till Becketts låtskrivare Brian Quinn.  

### Omslaget
Omslaget är krediterat till Derek Riggs och Steve Stone. Det avviker från tidigare Iron Maiden-omslag eftersom bandmaskoten Eddie inte förekommer i någon konkret gestalt, utan endast avtecknar sig som ett ansikte i ovädersmolnen ovanför en futuristisk science fiction-version av London. Skivkonvolutets artwork och design är krediterat till Peacock.

### Singlar
- "The Wicker Man" - Släpptes den 8 maj 2000. Nådde plats nio på den brittiska topplistan och plats fem på den svenska.
- "Out of the Silent Planet" - Släpptes den 23 oktober 2000. Nådde topp-20 i Storbritannien och nådde 35:e plats på den svenska topplistan.

## Mottagande
Albumet nådde plats sju på den brittiska topplistan och första platsen i Sverige. Sverige var det första landet i världen där albumet sålde guld.

## Turné
Albumturnén kallades Brave New World Tour, eller Metal 2000 i Europa, och pågick mellan juni 2000 och januari 2002 med totalt 78 konserter.
Åtta av albumets tio låtar har framförts live. De låtar som aldrig framförts live är The Nomad och The Line Between Love and Hate.

## Kuriosa
I en intervju med Sveriges Radio i juni 2000 berättade Bruce Dickinson att The Wicker Man var hans favoritlåt på albumet, och han tyckte att det var den mest medryckande Iron Maiden-singel som släppts på mycket länge.

## Kontroverser
Det har spekulerats i att några av låtidéerna till Brave New World uppstod redan under arbetet med Virtual XI och påbörjades tillsammans med Blaze Bayley. Detta bekräftades av Adrian Smith i en intervju 2003. I en intervju med amerikanska The Metal Voice 2014 berättade Blaze Bayley att han skrev Dream of Mirrors tillsammans med Steve Harris, men blev aldrig officiellt krediterad som låtskrivare, och att han sjöng in en tidig demo-version av Blood Brothers.

### Webbkällor
- ironmaiden.com
- ironmaidensweden.se
- maidenfans.com